# Marquinhos Abdalla
Marcos Antônio Abdalla Leite , o Marquinhos (Rio de Janeiro, 23 de março de 1952) é um ex-jogador de basquete brasileiro.
Jogou na seleção brasileira e participou de três Olimpíadas: 1972, 1980 e 1984.
Foi o primeiro jogador brasileiro a ser draftado na NBA em 1976.

## Títulos
Seleção Brasileira
- Vice-campeão do Campeonato Mundial: (1970)
- Campeonato Sul-Americano: 3 vezes (1971, 1973 e 1983)
- Vice-campeão do Campeonato Sul-Americano: 2 vezes (1979 e 1981)
- Jogos Pan-Americanos: 1971
- Vice-campeão dos Jogos Pan-Americanos: 1983

Fluminense
- Campeonato Carioca: 5 vezes (1970, 1971, 1972, 1973 e 1974)

Sírio
- Campeonato Paulista: 2 vezes (1978 e 1979)
- Vice-campeão do Campeonato Paulista: 3 vezes (1983, 1986 e 1989)
- Campeonato Brasileiro: 3 vezes (1979, 1983 e 1989)
- Campeonato Sul-Americano de Clubes: 2 vezes (1978 e 1979)
- Campeonato Mundial Interclubes: 1979

Flamengo
- Campeonato Carioca: (1984)